# البراح (حرفة)
البَرَّاح هو الشخص الذي يعلن للعموم عن خبر معين، صادر عن ممثلي الجهات الرسمية، من سلطة مركزية أو قبيلة، سياسية كانت أو دينية أو من قضاة أو شيوخ الزوايا والفقهاء، أو أعيان أو مجرد أشخاص عاديين.

## تعريف
البَرَّاحْ (على وزن فعال مستعمل لدلالة على الحرفة، من فعل بَرَح بمعنى أظهر وأعلن) هو الشخص الذي يتولى مهمة الإعلام، وذلك بإطلاق النداء بأعلى صوته في الأسواق والمواسم وأمام المساجد وساحات المدينة ودروبها، وفي مختلف القرى والمداشر. وكان يعلن ما جدَّ من الأحداث العامة منها والمحلية، وما تتخذه الدولة أو مجلس القبيلة أو الهيئة الحضرية من القرارات والمواقف، كما يعلن أحيانا عن حاجات الأسر والأفراد.
وظيفة البرَّاح تعتبر من المظاهر الحضارية العتيقة التي شاعت في مختلف العصور وكانت معروفة في حضارة الشرق الأوسط والبلدان الأوروبية. وقد رسخت في البلاد العربية في العصر الجاهلي، فلما جاء الإسلام أقر هذه الظاهرة.
كما كانت من وسائل الإعلام المعتمدة إلى أوائل القرن الرابع عشر (20م) حيث بدأت وسائل الإعلام الحديثة تنتشر وتحل تدريجيًا محل البرَّاح سواء منها المقروءة والمسموعة والمرئية.